# Llano (Texas)
Llano è un centro abitato degli Stati Uniti d'America situato nella contea di Llano (di cui è capoluogo) dello Stato del Texas.
La popolazione era di 3.232 persone al censimento del 2010.

## Storia
I territori della Contea di Llano vennero comprati da prussiani che arrivarono sulle coste texane nel 1844, ma per avere la concessione dovettero raggiungere Fort Cooper entro tre settimane.
Dopo rivolte tra coloni e combattimenti con gli indiani Comanche, fecero un trattato di pace fra loro in base al quale gli indiani e i coloni avrebbero vissuto in pace e in contatto fra loro nella contea.
Questa fu colonia prussiana fino al 1856, che fu la data di istituzione.
Questo trattato fu il più duraturo e l'unico non infranto della storia del Selvaggio West: i discendenti dei coloni e i nativi del posto ricordano quel giorno con una festa chiamata powwow a Fredericksburg.

## Geografia fisica
Llano è situata a 30°45′03″N 98°40′48″W (30.750953, −98.680038), sul fiume Llano, 65 miglia (105 chilometri) a nord ovest di Austin e 102 miglia (164 km) a nord di San Antonio.
Secondo lo United States Census Bureau, ha un'area totale di 4,7 miglia quadrate (12 km²), di cui 4,4 miglia quadrate (11 km²) di terreno e 0,3 miglia quadrate (0,78 km², 5.53%) is covered by water.

## Società

### Evoluzione demografica
Secondo il censimento del 2000, 3.325 persone, 1.353 nuclei familiari e 880 famiglie risiedevano nella città. La densità di popolazione era di 748,1 persone per miglio quadrato (289,1/km²). 1.539 unità abitative con una densità media di 346,3 per miglio quadrato (133,8/km²). La composizione etnica della città era formata dal 94,35% di bianchi, lo 0,57% di afroamericani, lo 0,66% di nativi americani, lo 0,24% di asiatici, il 3,40% di altre razze, e lo 0,78% di due o più etnie. Ispanici o latinos di qualunque razza erano l'8,90% della popolazione.
Dei 1.353 nuclei familiari, il 28,8% aveva figli di età inferiore ai 18 anni, il 48,6% aveva coppie sposate conviventi, il 12,9% aveva un capofamiglia femmina senza marito, e il 34,9% non erano famiglie. Circa il 31,3% di tutti i nuclei familiari erano individuali, e il 18,2% aveva componenti con un'età di 65 anni o più che vivevano da soli. Il numero di componenti medio di un nucleo familiare era di 2,35 e quello di una famiglia era di 2,95.
Vi erano il 24,5% di persone sotto i 18 anni, il 7,2% di persone dai 18 ai 24 anni, il 23,9% di persone dai 25 ai 44 anni, il 22,4% di persone dai 45 ai 64 anni, e il 22,0% di persone di 65 anni o più. L'età media era di 41 anni. Per ogni 100 femmine, c'erano 89,9 maschi. Per ogni 100 femmine dai 18 anni in giù, c'erano 83,1 maschi.
Il reddito medio di un nucleo familiare era di 31.706 dollari e per una famiglia era di 38.125 dollari. I maschi avevano un reddito medio di 29.464 dollari contro i 19.958 dollari delle femmine. Il reddito pro capite era di 16.306 dollari. Circa il 7,7% delle famiglie e il 10,2% della popolazione erano sotto la soglia di povertà, incluso il 13,8% di persone sotto i 18 anni e il 2,6% di persone di 65 anni o più.